# ريتشارد وارد (محامي)
ريتشارد وارد (بالإنجليزية: Richard Ward)‏ هو محامي أمريكي، ولد في 15 أبريل 1689 في نيوبورت في الولايات المتحدة، وتوفي بنفس المكان في 21 أغسطس 1763.